# Lena Jedwab-Rozenberg
Lena Jedwab-Rozenberg (* 30. November 1924 in Białystok; † 15. Februar 2005 in Paris) war eine polnisch-französische jüdische Schriftstellerin, die während des Zweiten Weltkriegs im Rahmen einer Evakuierung nach Udmurtien kam und dort in jiddischer Sprache ein umfangreiches Tagebuch schrieb.

## Leben
Lena Jedwab-Rozenberg wurde als Leja Jedwab in Bialystok im Nordosten Polens geboren. Sie war die älteste Tochter von Freyde Rive Ryba und Leib Jedwab; ihre jüngeren Geschwister hießen Sore und Moyshe. Leja besuchte eine Schule der Centrale Jidisze Szul-Organizacje (CISzO), die auf die Förderung säkularer jüdischer Kultur auf der Grundlage sozialistischer Ideale ausgerichtet war. Dort wurde ihre Begeisterung für ihre jiddische Muttersprache geweckt.
Im Juni 1941 reiste sie vom sowjetisch besetzten Białystok nach Druskenik in Litauen, das damals als Litauische Sozialistische Sowjetrepublik zur Sowjetunion gehörte, um Kinder in einem Ferienlager zu betreuen. Dort wurde sie vom deutschen Überfall auf die Sowjetunion überrascht. Da die Verkehrsverbindungen zerstört waren, konnte sie nicht nach Hause zurückkehren. Sie wurde vielmehr in die Nähe des Urals nach Sarapul in Udmurtien verbracht, wo sie in einem Kinderheim lebte.
Die Verbringung an einen Ort, der etwa 2300 km von ihrer Heimatstadt entfernt ist, rettete ihr das Leben, schnitt sie aber von allen Verbindungen zu ihrer Familie und ihren Freunden ab. Nach etwa drei Monaten wurde das Kinderheim aus der Stadt Sarapul in das abgelegene Dorf Karakulino verlegt. Dort blieb Lena zwei Jahre lang und besuchte die Schule, bis sie mit dem Schulabschluss der 10. Klasse die Voraussetzung für ein Hochschulstudium erlangt hatte. Nachdem sie die Schule verlassen hatte, arbeitete sie in einer Kolchose, um ihren Lebensunterhalt zu verdienen und Ersparnisse für ihr Studium zu sammeln. Aufgrund ihrer exzellenten schulischen Leistungen wurde sie 1943 an der Staatlichen Technischen Universität in Moskau angenommen. Dort studierte sie zunächst ein technisches Fach, später Sprachen und Literatur. Daneben arbeitete sie als Dolmetscherin an der polnischen Botschaft in einer Abteilung, die sich um polnische Staatsbürger bemühte, die während des Krieges in sowjetische Arbeitslager verbracht worden waren.
Nach der Befreiung Białystoks von der nationalsozialistischen Herrschaft versuchte Lena sofort, Kontakt zu ihrer Familie und ihren dortigen Freunden aufzunehmen, musste aber erfahren, dass niemand mehr am Leben war. Ihre Familienangehörigen waren im Vernichtungslager Treblinka ermordet worden.
Sie entschloss sich daher, in der Sowjetunion zu bleiben. Als dort aber im Herbst 1947 die von Stalin initiierte Verfolgung jüdischer Schriftsteller, Intellektueller und Politiker einsetzte, kehrte sie nach Polen zurück und setzte ihr Studium an der Universität Łódź fort. Sie lernte Szulim Rozenberg kennen, einen Anhänger des Allgemeinen Jüdischen Arbeiterbundes (Bund), und heiratete ihn am 27. Dezember 1947. Wegen des zunehmenden Drucks auf den Bund, sich in der Kommunistischen Partei Polens aufzulösen, floh das junge Paar im August 1948 aus Polen und gelangte schließlich nach Paris, wo zwei Monate später ihr Sohn Samuel geboren wurde. In den frühen 50er Jahren erkrankten sie und ihr Mann an Tuberkulose und mussten sich lange in Sanatorien aufhalten. Sie betrieben eine Schneiderwerkstatt und konnten damit schließlich ihre wirtschaftliche Lage verbessern. 1957 und 1963 wurden ihre Töchter Flore und Dorothée geboren. Lena Jedwab-Rozenberg war sehr aktiv im jiddischen kulturellen Leben in Paris. Sie rezitierte jiddische Gedichte und erarbeitete zusammen mit Professor Yitskhok Niborski Tonbandaufnahmen zum Jiddisch lernen. Sie starb nach langer Krankheit 2005 in Paris, ihr Mann Szulim zehn Jahre später. Zu ihren Ehren heißt ein Raum im Haus der jiddischen Kultur in Paris Salle Rozenberg.

## Das Tagebuch
Lena, wie sie sich in Russland nannte, begann ihr Tagebuch am 8. Oktober 1941 in Karakulino; den letzten Eintrag machte sie am 6. September 1944 in Moskau. „Heute bin ich noch eine Schülerin in der zehnten Klasse einer Mittelschule und wachse in einem Kinderheim auf. Heute muss ich lernen, lesen, mir Wissen aneignen und das Leben beobachten, so dass ich in acht oder neun Monaten unabhängig in die Schlacht gehen kann, die ich gewinnen will,“ notierte sie am 29. November 1942 anlässlich ihres 18. Geburtstags. Sie träumte davon, in Moskau zu studieren. In ihrem Tagebuch schilderte sie die äußeren und inneren Kämpfe, die sie bestehen musste, um ihr Ziel zu erreichen. Aus der Perspektive einer polnischen Jüdin, die der Vernichtung nur knapp entgangen war, entwarf sie damit auch ein Bild des Lebens in den nicht von der Wehrmacht besetzten Gebieten der russischen Provinz während des Zweiten Weltkriegs.

## Ausgaben
- Auszüge aus Lena Jedwabs Tagebuch in: Wolf Kaiser (Hrsg.): Der papierene Freund. Holocaust-Tagebücher jüdischer Kinder und Jugendlicher. Metropol, Berlin 2022, ISBN 978-3-86331-640-2, S. 515–539.
- 1945–1941 ־ פון הײם צו נע־ונד: מלחמה־טאגבוך[Fun heym tsu na-ṿenad. milḥome-ṭogbukh, 1941–1945], Grou-Radenez & Associés, Pariz 1999.
- Girl with Two Landscapes. The Wartime Diary of Lena Jedwab 1941–1945. aus dem Jiddischen übersetzt v. Solon Beinfeld, Vorwort von Irena Klepfisz, Einleitung von Jan T. Gross, Holmes & Meier, New York [u. a.]: 2002, ISBN 978-0-8419-1427-8.
- Sans feu ni lieu. Carnets d’Errance 1941–1945. Cerf, Paris 2012, ISBN 978-2-2040-9749-9.
- От дома к скитаниям: дневник военных лет 1941–1945 [Von zu Hause auf Wanderungen: Kriegstagebuch 1941–1945], Knizhniki, Moskau 2019, ISBN 978-5-9953-0641-2.